# فرودگاه اسفره
فرودگاه اسفره (به انگلیسی: Isfara Airport) یک فرودگاه همگانی است که یک باند فرود آسفالت دارد و طول باند آن ۲۹۰۳ متر است. این فرودگاه در شهر اسفره کشور تاجیکستان قرار دارد و در ارتفاع ۸۵۸ متری از سطح دریا واقع شده‌است.